# Сеницкий, Виктор Станиславович
Виктор Станиславович Сеницкий (6 ноября 1909, Ашхабад — 25 сентября 1977, Москва) — советский и польский военачальник, генерал-майор Советской Армии, генерал бригады Народного Войска Польского.

## Биография
В ноябре 1931 года был призван в Красную Армию и направлен на учёбу. После окончания курсов, командовал взводом в Новороссийске, с 1932 года — член ВКП (б). В июне 1934 — в саперной службе 65 артиллерийского полка в Новороссийске. С июля 1937 года — командир роты.
Участник советско-финской войны 1939—1940 гг.
В 1940—1941 — заочно учился в Военной академии им. Фрунзе в Москве. В ноябре 1940 года назначен командиром саперного батальона, дислоцированного в районе Мурманска.
Участник Великой Отечественной войны. В 1941 — командир батальона 14-й армии. В 1941—1942 годах воевал с немцами на Карельском фронте. С февраля 1942 года — начальник инженерно-саперной службы 27 стрелковой дивизии 26 Армии Карельского фронта.
С сентября 1943 года по март 1944 году проходил курс переподготовки и совершенствования в академии им. Фрунзе.
В апреле 1944 года в звании подполковника был направлен в Польскую армию, сформированную в СССР, на должность командира пехотного полка польской 1-й пехотной дивизии, воевавшей в составе Белорусского фронта. С осени 1944 года — полковник.
Прошёл с боями путь до Берлина. Участник битвы под Демблином, сражений за Варшаву, в Померании и взятии Берлина.
После войны, организатор и командир 13-й пехотной дивизии Народного Войска Польского. С марта 1946 года — командир 6-й Поморской пехотной дивизии (Краков), которая принимала участие в борьбе бандеровцами на территории Польши. В июле 1947 отмечен командованием оперативной группы «Висла» за участие в операции «Висла».
В 1948—1949 — начальник штаба командования военного округа № 5 в Кракове. Затем, начальник штаба командования наземных войск. В мае 1949 года Совет Министров СССР присвоил ему звание генерал-майора Советской Армии, по указу президента ПНР Б. Берута присвоено звание генерала бригады.
В 1950 — руководил отделом планирования и программ Главной инспекции боевой подготовки Народного Войска Польского, позже, назначен заместителем Главного инспектора.
С 1 декабря 1951 — начальник Главного управления боевой подготовки Народного Войска Польского. Некоторое время командовал 2-м пехотным корпусом (Познань).
В 1953—1954 обучался в Высшей военной академии им. К. Е. Ворошилова. После возвращения в Польшу был назначен руководителем Академии Генерального штаба Народного Войска Польского (Рембертув, Варшава).
В январе 1957 вернулся в СССР. С февраля 1957 — начальник 4-го факультета Академии им. М. В. Фрунзе.

## Награды
- орден Ленина,
- орден Красного Знамени (трижды),
- орден Красной Звезды,
- орден Отечественной войны II степени,
- Орден Virtuti Militari 5 степени
- Орден «Знамя Труда» II степени
- Командорский крест Ордена Возрождения Польши
- Офицерский крест Ордена Возрождения Польши
- Орден «Крест Грюнвальда» III степени
- Крест Храбрых
- Золотой Крест Заслуги (дважды)
- Медаль «За участие в боях за Берлин»
- Серебряная Медаль «Вооружённые силы на службе Родине»
- Медаль «За боевые заслуги»
- чехословацкие ордена и многие медали.